# Оттервиш
Оттервиш (нем. Otterwisch) — община в Германии, в земле Саксония. Подчиняется административному округу Лейпциг. Входит в состав района Лейпциг. Подчиняется управлению Бад Лаузик. Население составляет 1476 человек (на 31 декабря 2010 года). Занимает площадь 22,74 км².
Община подразделяется на 2 сельских округа.

## Население
| Год  | Численность | Численность |
| ---- | ----------- | ----------- |
| 2017 | 1391        | [ 1 ]       |
| 2019 | 1380        | [ 3 ]       |
| 2021 | 1368        | [ 4 ]       |
| 2022 | 1380        | [ 5 ]       |
| 2023 | 1374        | [ 2 ]       |